# 天盛 (西夏)
天盛（西夏文：𘓺𘃸，1149年—1169年）是西夏仁宗李仁孝的第三个年號，共計21年。
《宋史·夏國傳》作宋朝紹興十七年（1147年）西夏改元天盛，但據西夏官印「天盛二年」、「天盛辛未」、「辛未三年」、「天盛三年」、「壬申四年」、「天盛癸酉五年」、「天盛戌年」、「天盛乙酉十七年」、「己丑二十一年」字樣可知，改元年份實際在己巳年，即宋朝紹興十九年，西曆1149年。

## 改元
- 1149年——改元天盛。[3][4]
- 1170年——改元乾祐。[3][4]

## 纪年對照表
| 天盛 | 元年     | 二年   | 三年   | 四年   | 五年   | 六年   | 七年   | 八年   | 九年   | 十年   |
| ---- | -------- | ------ | ------ | ------ | ------ | ------ | ------ | ------ | ------ | ------ |
| 公元 | 1149年   | 1150年 | 1151年 | 1152年 | 1153年 | 1154年 | 1155年 | 1156年 | 1157年 | 1158年 |
| 干支 | 己巳     | 庚午   | 辛未   | 壬申   | 癸酉   | 甲戌   | 乙亥   | 丙子   | 丁丑   | 戊寅   |
| 天盛 | 十一年   | 十二年 | 十三年 | 十四年 | 十五年 | 十六年 | 十七年 | 十八年 | 十九年 | 二十年 |
| 西元 | 1159年   | 1160年 | 1161年 | 1162年 | 1163年 | 1164年 | 1165年 | 1166年 | 1167年 | 1168年 |
| 干支 | 己卯     | 庚辰   | 辛巳   | 壬午   | 癸未   | 甲申   | 乙酉   | 丙戌   | 丁亥   | 戊子   |
| 天盛 | 二十一年 |        |        |        |        |        |        |        |        |        |
| 西元 | 1169年   |        |        |        |        |        |        |        |        |        |
| 干支 | 己丑     |        |        |        |        |        |        |        |        |        |

## 同期存在的其他政权年号
- 中國
  - 绍兴（1131年－1162年）：宋—宋高宗赵构之年号
  - 隆興（1163年－1164年）：宋—宋孝宗趙昚之年號
  - 乾道（1165年－1173年）：宋—宋孝宗趙昚之年號
  - 咸清（1144年－1150年）：西遼—感天后蕭塔不煙之年號
  - 紹興（1151年－1163年）：西遼—遼仁宗耶律夷列之年號
  - 崇福（1164年－1177年）：西辽—承天后耶律普速完之年号
  - 皇統（1141年－1149年）：金—金熙宗完颜亶之年號
  - 天德（1149年－1153年）：金—金海陵王完颜亮之年號
  - 貞元（1153年－1156年）：金—金海陵王完顏亮之年號
  - 正隆（1156年－1161年）：金—海陵王完顏亮之年號
  - 大定（1161年－1189年）：金—金世宗完顏雍之年號
  - 天正（1161年）：金朝時期—移剌窩斡之年號
  - 大寳（1149年－1156年）：大理—段正興之年號
  - 龍興（1157年－1161年）：大理—段正興之年號
  - 盛明（1162年－1163年）：大理—段正興之年號
  - 建德（1164年－1171年）：大理—段正興之年號
- 越南
  - 大定（1140年－1162年）：李朝—李天祚之年號
  - 政隆寶應（1163年－1174年）：李朝—李天祚之年號
- 日本
  - 久安（1145年－1151年）：近衛天皇之年号
  - 仁平（1151年－1154年）：近衛天皇之年号
  - 久壽（1154年－1156年）：近衛天皇之年号
  - 保元（1156年－1159年）：後白河天皇與二條天皇之年号
  - 平治（1159年－1160年）：二條天皇之年号
  - 永曆（1160年－1161年）：二條天皇之年号
  - 應保（1161年－1163年）：二條天皇之年号
  - 長寬（1163年－1165年）：二條天皇之年号
  - 永萬（1165年－1166年）：二條天皇與六條天皇之年号
  - 仁安（1166年－1169年）：六條天皇與高倉天皇之年号
  - 嘉應（1169年－1171年）：高倉天皇之年号

## 深入閱讀
- 李崇智. . 北京: 中華書局. 2004年12月. ISBN 7101025129.
- 鄧洪波. . 臺北: 國立臺灣大學東亞經典與文化研究計劃. 2005年3月  [2021-12-13]. ISBN 9789860005189. （原始内容 (pdf)存档于2007-08-25）.
- 長部和雄.  (PDF). 東京: 京都大學. 1933年7月1日  [2021年12月13日]. ISBN. （原始内容 (pdf)存档于2021年12月9日）.
- 長部和雄.  (PDF). 東京: 京都大學. 1933年10月1日  [2021年12月18日]. ISBN. （原始内容 (pdf)存档于2021年12月18日）.

## 參看
- 中國年號索引

| 前一年號： 人慶 | 西夏年号 | 下一年號： 乾祐 |